# Liste des œuvres de Frédéric Dard
Cet article présente une liste des œuvres de Frédéric Dard. Sont exclues les pièces de théâtre et les adaptations.

## Ouvrages publiés à Lyon sous le nom de Frédéric Dard
- La Peuchère, Lugdunum, 1940
- Monsieur Joos suivi de Vie à louer et Plaque tournante, Lugdunum, 1941
- Équipe de l'ombre, Lugdunum, 1941
- Le Norvégien manchot, éditions de Savoie, 1943
- Georges et la Dame seule, 1944
- Croquelune, éditions de Savoie, 1944
- Saint-Gengoul, éditions Cartier, 1945
- Les Pèlerins de l'enfer, éditions de Savoie, 1945
- La Mort des autres, éditions Optic, 1945
- Quelques bêtes parmi celles que l'on appelle sauvages, éditions Volumétrix, 1945
- Des animaux petits et gros pour les enfants, éditions Volumétrix, 1945
- Cacou, l'œuf qui n'en faisait qu'à sa tête, éditions Volumétrix, 1945
- La Crève, Confluences, 1946
- Le Cirque Grancher, éditions de Savoie, 1947
- Au massacre mondain, éditions Chatelet, 1948
- Batailles sur la route, éditions Puma, 1949
- Le Tueur en pantoufles éditions S.E.P.O, 1951
- Quand la mort vient, Jacquier, 1954
- Anna Soleil, Jacquier,1954

## Ouvrages publiés sous divers pseudonymes sauf au Fleuve noir
- Le Mystère du cube blanc (F.D. Ricard) éd. Savoie, 1945
- La Mort silencieuse (Sydeney) éd. Savoie, 1945
- L'Agence S.O.S. (Frédéric Charles) Jacquier, 1949
- La police est prévenue (Frédéric Antony) Jacquier, 1950
- On demande un cadavre (Maxell Beeting) Jacquier, 1951
- Le Tueur aux gants blancs (Cornel Milk) Jacquier, 1951
- 28 minutes d'angoisse (Verne Goody) Jacquier, 1951
- Monsieur 34 (Wel Norton) Jacquier, 1951
- Signé tête de mort (Max Beeting) Jacquier, 1951
- Réglez-lui son compte (Kill Him) Jacquier, 1952[1]
- Une tonne de cadavres (Kill Him) Jacquier, 1952[1]
- La Maison de l'horreur (Frédéric Charles) Jacquier, 1952
- L'Horrible Monsieur Smith (Frédéric Charles) Jacquier, 1952
- Le Disque mystérieux (Cornel Milk) Jacquier, 1952
- Boulevard des allongés (L'Ange Noir) La pensée moderne, 1952
- Le Ventre en l'air (L'Ange Noir) La pensée moderne, 1952
- N'ouvrez pas ce cercueil ! (Frédéric Charles) Jacquier 1953
- La Main morte (Frédéric Charles) Jacquier 1953
- Vengeance ! (Frédéric Charles) Jacquier 1953
- Le Bouillon d'onze heures (L'Ange Noir) La pensée moderne, 1953
- Un Cinzano pour l'Ange noir (L'Ange Noir) La pensée moderne, 1953
- La grande friture (Frédéric Charles) Jacquier, 1954
- C'est mourir un peu Plon, 1967

(Les quatre romans signés « L'Ange Noir » ont été réédités en 1980 chez Presses Pocket en un seul volume, sous le titre Les Confessions de l'Ange noir, avec sur la couverture le slogan « L'Ange Noir c'est San Antonio ».)

## Ouvrages publiés au Fleuve noir, sous le nom de Frédéric Dard
- Du plomb pour ces demoiselles, Spécial Police 15, 1951
- Les salauds vont en enfer, SP 87, 1956 (adaptation sous forme de roman de sa propre pièce de théâtre : il s'agit également de la « novélisation » de l'adaptation au cinéma réalisée par Robert Hossein)
- Délivrez-nous du mal, SP 100, 1956
- Les Bras de la nuit, SP 102, 1956
- Le bourreau pleure,SP 109, 1956 Grand prix de littérature policière 1957 - réimprimé en juin 1976
- Cette mort dont tu parlais, SP 115, 1957
- On n'en meurt pas, SP 122, 1957
- Le Pain des fossoyeurs, SP 127, 1957
- C'est toi le venin, SP 135, 1957
- Des yeux pour pleurer, SP 142, 1957
- Ma sale peau blanche, SP 148, 1958
- Une gueule comme la mienne, SP 154, 1958
- Le Tueur triste, SP 167, 1958
- Toi qui vivais, SP 178, 1958
- Les Derniers Mystères de Paris, grand format, 1958 (titré ensuite Mausolée pour une garce)
- Coma, SP 185, 1959
- Les Scélérats, SP 197, 1959
- Rendez-vous chez un lâche, SP 204, 1959
- La dynamite est bonne à boire, SP 210, 1959
- Les Mariolles, SP 227, 1960
- Puisque les oiseaux meurent, SP 241, 1960
- L'Accident, SP 247, 1961
- Le Monte-charge, SP 253, 1961
- Le Cauchemar de l'aube, SP 271, 1961
- Le Cahier d'absence, SP 289, 1962
- L'Homme de l'avenue, SP 301, 1962
- La Pelouse, SP 325, 1962
- Le sang est plus épais que l'eau, en collaboration avec Robert Hossein, Espionnage, 1962
- Quelqu'un marchait sur ma tombe, SP 348, 1963
- Refaire sa vie, SP, 1965
- Une seconde de toute beauté, SP, 1966
- À San Pedro ou ailleurs, grand format, 1968
- Initiation au meurtre, grand format, 1971
- Mausolée pour une garce tome 1 & 2, réédition des Derniers mystères de Paris, 1972
- Le Maître de plaisir, grand format, 1973
- Les Séquestrées, grand format, 1974
- La Dame qu'on allait voir chez elle, grand format, 1976
- Histoires déconcertantes, nouvelles, Hors Série, 1977
- Le Caviar rouge (en collaboration avec Robert Hossein, grand format, 1985

## Romans publiés au Fleuve noir sous pseudonyme
- Derniere Mission (Frédéric Charles), Espionnage, 1950
- La mort est leur affaire (Frédéric Charles), Espionnage, 1955
- La Foire aux asticots (Kaput), Spécial Police 77, 1955
- La Dragée haute (Kaput), Spécial Police 84, 1955
- Pas tant de salades (Kaput), Spécial Police 92, 1956
- Mise à mort (Kaput), Spécial Police 95, 1956

(Ces 4 titres de Kaput ont été réédités en un seul volume par Le Fleuve noir : en 1971 sous le titre Un tueur en grand format, et en 1992 sous le titre Les « Kaput », en format poche. Une édition poche de Un tueur, parue en 1982 chez Presses Pocket, porte par erreur sur la tranche, à la place du titre, la mention Kaput c'est San Antonio, qui est un slogan figurant sur la couverture.)
- La Personne en question (Frédéric Charles), Espionnage, SP 161, 1958
- Brigade de la peur (Frédéric Charles), Espionnage, SP 196, 1959
- Les Figurants de la peur (Frédéric Charles), Espionnage SP 241, 1960
- L'Image de la mort (Frédéric Charles), Espionnage, SP 286, 1961
- La Mort en laisse (Frédéric Charles), Espionnage, SP 392, 1963

(les 7 romans de Frédéric Charles sont réédités en 1976 et en 1992 sous le titre Mes espionnages et sous le nom de Frédéric Dard)
- En légitime défense (André Berthomieu), Spécial Police, 1958

## Articles et préfaces
- Witold Krassowski, Visages de l’Est, préface de Frédéric Dard, Paris, Nathan, 1991, 1997.
- Renaud, Mistral gagnant, avec préface de San-Antonio
- L'Amour de vivre, avec préface de Frédéric Dard
- Mystère magazine de juin 1973
- Blody Mary de Teulé-Vautrin avec préface de Frédéric Dard
- Guignol de Bernard Frangin avec préface de Frédéric Dard
- SWISSCHOC de Jean Dumur - Préface de Frédéric Dard
- Portrait des restos du cœur 1992, préface de Frédéric Dard
- La Cuisine lyonnaise 1995, préface de Frédéric Dard

Autres livres sur F. Dard
- Sur les pas de Frédéric Dard par Jean-Pierre Remon - 1996
- Les classiques Hatier : Une œuvre un thème : L'énigme policière -1989
- Paris Match juin 1995 avec un article sur F. Dard
- LUI de Juillet 1969 avec un article sur San-Antonio
- Le Parisien juin 2002 DC de F. Dard
- 5 titres de SA par France Loisir (G=Berceuse, Deuil, Vinaigre, Baptême, Voyous)
- Coluche Pensées et anecdotes Texte de San-Antonio
- Eclat de rire N°94 de 1972 sur la Sexualité
- Lire N° 166-167 Ete 1989 Le bureau de Frédéric Dard
- Frédéric Dard, mon père par Joséphine Dard 2010
- Je me suis raconté des histoires très tôt par Francis Gillery et François Rivière 2011

## Presse
- Le Dictionnaire non académique, Frédéric Dard commence sa publication par épisode en juin 1950 dans le n°21 de OH ! Mais la revue s'arrête sous le coup d'un visa de censure en août 1950. Ce Dictionnaire est repris par le mensuel  Cent Blagues - série 1 créé en 1951 [2].

## Note
1949 : Réglez lui son compte les révélations de San Antonio édition Jacquier (1er livre avec le héros San Antonio)

1952 : Réglez lui son compte par Kill Him réédition la Loupe (Réédition sous le nom de Kill Him sans la mention San Antonio)

1981 : Réglez lui son compte réédition Fleuve Noir

1. 1 2  Réglez-lui son compte et Une tonne de cadavres sont les deux épisodes qui, réunis sous le titre Réglez-lui son compte, formaient le tout premier San-Antonio, publié chez Jacquier trois ans plus tôt. Le Fleuve Noir n’édite ce roman qu’en 1981, dans la collection « San-Antonio », les deux épisodes étant à nouveau réunis. La mention Kill Him y apparaît non plus en tant que nom d’auteur, mais placée sous le titre, entre parenthèses et en italique, comme une traduction du titre français. Cette version est présentée comme adaptée et post-synchronisée par Frédéric Dard.
2. ↑  « Dictionnaire non académique / De Dard et D'autres », sur De Dard et D'autres (consulté le 16 août 2020).

## Sources complémentaires
La publication semestrielle Les Polarophiles tranquilles propose des regards différents sur le polar. On y parle de Georges Simenon et de Frédéric Dard, de la défunte Série noire et de certains pseudonymes utilisés. Son président et directeur de publication Thierry Cazon a argumenté que Frédéric Dard avait écrit sous le pseudonyme de Frédéric Valmain, même si la famille Dard dément catégoriquement ce fait. Voir cet article. Voir également à ce sujet la référence bibliographique ci-dessous. En 2001, Philippe Aurousseau, pour l'Association des Amis de San-Antonio, a interviewé Frédéric Valmain qui contredit également cette affirmation. Voir l'interview